# Heidelberg Hauptbahnhof
Heidelberg Hauptbahnhof is een spoorwegstation in de Duitse plaats Heidelberg. Er maken dagelijks ongeveer 55.000 reizigers gebruik van het station (cijfer 2024). Het hoofdstation van Heidelberg behoort tot de Duitse stationscategorie 2. Het station ligt, in vergelijking met vele andere grote stations, tamelijk ver van het centrum van de Altstadt, ongeveer 3 km te voet. 

## Geschiedenis
Op 12 september 1840 werd in Heidelberg een eerste, kopstation, geopend als eindpunt van de lijn Mannheim-Heidelberg. Er werd voor een kopstation gekozen om zo dicht mogelijk bij de stad te komen. Vanaf 1843 kwam er ook een verbinding naar Karlsruhe en in 1846 naar Frankfurt. In 1862 werd het station omgevormd tot doorgangsstation. Omdat de bevolking in Heidelberg steeg en gebieden volgebouwd werden was een uitbreiding van het station niet mogelijk. Hierdoor passeerden vele langeafstandstreinen de stad omdat er geen capaciteit voor was. Door het toenemende wegverkeer had het station ook nog eens een negatief effect op het verkeer in de stad dat vaak opgestopt werd. In het begin van de twintigste eeuw werd ervoor gekozen om het station één kilometer westwaarts te verleggen. Door beide Wereldoorlogen en ging het nieuwe station pas in 1955 open. 